# الگدعة
الگدعة أو النترة أو  لحراش كما يسميه البعض  ويقصد به في الشعر الشعبي الحساني المتحرك الذي يليه ساكنان  مثل:  ( گاف) حيث تتألف من  الكاف المغلظة ( گ) عليه فتحة وهو متحرك ثم الألف والفاء الذي عليه سكون، وتستعمل الگدعة لتمييز بين بحور الشعر الشعبي الحساني حسب محلها في الشطر أو التافلويت، ويختلف موقعها من بحر إلى آخر.